# Isbjørnejagt
Isbjørnejagt er en dansk stumfilm fra 1907 produceret af Nordisk Films Kompagni instrueret af Viggo Larsen.

## Handling
Filmen er ifølge Nordisk Films beskrivelse af filmen en beskrivelse af en polarekspedition med farer, klager og oplevelser om bord på skibet og under rejsen ind i landet. Filmen viser den hårde frost og kulde i Arktis og de "farlige" og "enorme" polardyr, hvalrosser og søløver og polarjægerens store mod og dristighed og en kamp mod en kæmpe isbjørn. 
Filmen viser også jagt på på hvalrosser, søløver og sæler.

## Medvirkende
- Ole Olsen